# Primorska babosvilka
Primorska babosvilka (obična bijela svila, planinska bijela svila ; lat. Armeria maritima) je trajnica iz roda bijela svila, babina svila ili babosvilka (Armeria).
To je zimzelena trajnica raširena je po sjevernoj hemisferi Euroazije i Sjeverne Amerike. Obično raste na liticama i morskim obalama, Cvjetovi su joj privlačni su pčelama a privlači i leptire, moljce i druge oprašivače. Ima cvjetove bogate nektarom/peludom.

## Podvrste
1. Armeria maritima subsp. azorica Franco
2. Armeria maritima subsp. barcensis (Simonk.) P. Silva
3. Armeria maritima subsp. bottendorfensis (A. G. Schulz) Rothm.
4. Armeria maritima subsp. californica (Boiss.) A. E. Porsild
5. Armeria maritima subsp. elongata (Hoffm.) Bonnier
6. Armeria maritima subsp. halleri (Wallr.) Rothm.
7. Armeria maritima subsp. hornburgensis (A. G. Schulz) Rothm.
8. Armeria maritima subsp. interior (Raup) A. E. Porsild
9. Armeria maritima subsp. intermedia (T. Marsson) C. Lefèbvre ex Buttler
10. Armeria maritima subsp. maritima
11. Armeria maritima subsp. planifolia (Syme) Á. Löve & D. Löve
12. Armeria maritima subsp. sibirica (Turcz. ex Boiss.) Nyman